# Tennys Sandgren
Tennys Sandgren (født 22. juli 1991 i Gallatin, Tennessee, USA) er en professionel tennisspiller fra USA.